# Citlalli Guevara
Citlalli Guevara (Xalapa, Veracruz - 6 de enero de 1976) es una pianista concertista mexicana. Se ha presentado en recitales y como solista con orquestas en México, Estados Unidos, Canadá, Cuba, Francia, Bélgica y Taiwán, y en Festivales como el Festival Internacional Cervantino. o el de Piano En Blanco y Negro

## Biografía
La pianista mexicana Citlalli Guevara se ha presentado como solista con las Orquestas Sinfónicas de Xalapa, Estado de México, Guanajuato, Nuevo León, Puebla, Aguascalientes, San Luis Potosí, Michoacán, Sonora y Tamaulipas, bajo la batuta de Enrique Bátiz, José Luis Castillo, Mario Matéus, Lanfranco Marcelletti, Gabriela Díaz-Alatriste, Eduardo Sánchez-Zúber, José Miramontes Zapata, Alfredo Hernández y Armando Pesqueira; se ha presentado además en Recitales en México, Cuba, Estados Unidos, Bélgica y Taiwán, y en Festivales como el Festival Internacional Cervantino el Festival Internacional de Piano En Blanco y Negro, el Festival Internacional de Piano de Palm Beach, USA, el Festival de la Orquesta Sinfónica Nacional de Taiwan, el Festival Internacional Schumann-Chopin y el Festival Junio Musical en México. 
Ha sido ganadora del Primer Premio en el IV Concurso Internacional Bienal de Piano – Mexicali 2006-, el 2o. Premio en el I Concurso Nacional de Piano -México, 1996- y Mención Honorífica en el III Concurso Nacional de Jóvenes Ejecutantes -Guanajuato, 1995; Ha sido becaria del Fondo Nacional para la Cultura y las Artes en múltiples ocasiones, así como del Fondo Estatal para la Cultura y las Artes, Fulbright-García Robles, Fundación Azteca y del Gobernador del Estado de Veracruz. 
Es fundadora y Directora Artística del Primer Festival Internacional de Piano Xalapa- Premio Esperanza Cruz, que se llevó a cabo en agosto del 2018.
Además de su actividad como solista, mantiene desde 2009 un dúo de piano con la pianista búlgara radicada en NY Slavina Zhelezova, con quien se ha presentado en conciertos y festivales en México, Estados Unidos, Europa y Asia; en 2017 salió su primer CD “Midnight Conversations” bajo el sello discográfico Centaur Records con obras para 4 manos.
Próximos conciertos incluyen presentaciones como solista con orquesta en México, Ecuador y Bulgaria. Así como una gira por 10 ciudades en China presentadas por Wu Promotion.
Citlalli Guevara obtuvo la Maestría en Concertismo en la Manhattan School of Music, en donde estudió con la renombrada pianista rusa Nina Svetlanova. En México realizó sus estudios en la Facultad de Música de la Universidad Veracruzana con los pianistas mexicanos Laura Sosa y Alejandro Corona. Del 2008 al 2011 participó como pianista becada del programa internacional para pianistas concertistas (ICPA) con sede en Bruselas, bajo la tutela de Philippe Entremont y Nelson Delle Vigne Fabbri. Ha participado en las Clases Maestras de Oleg Maisenberg, Robert Roux, Michel Berof, Jean Philippe Collard, Jorge Luis Prats, Pascal Roge, Jorge Federico Osorio, Edith Picht-Axenfeld y Bernard Flavigny.

## Discografía
- Midnight Conversations (2017)

## Premios y nominaciones
- Primer Premio en el IV Concurso Internacional Bienal de Piano. Mexicali 2006.
- Segundo Premio en el I Concurso Nacional de Piano. México, 1996.
- Mención Honorífica en el III Concurso Nacional de Jóvenes Ejecutantes. Guanajuato, 1995.